# Никонов, Михаил Фёдорович
Михаи́л Фёдорович Ни́конов — советский и российский живописец и график.
«Шестидесятник» и один из основоположников «сурового стиля».

## Биография
Михаил Никонов родился в 1928 году в Москве в семье Фёдора Никонова, советского военного деятеля, одного из инициаторов создания Академии Генерального Штаба Красной Армии. С 1940 по 1947 годы учился в МСХШ. В годы Великой Отечественной войны вместе со школой был в эвакуации в Башкирии, в селе Воскресенском. С 1947 по 1953 год учился в Московском государственном институте им. В. И. Сурикова в мастерской В. П. Ефанова. В 1957 году вступил в Союз художников СССР. В конце 1950-х Михаил Никонов отходит от академической школы и ищет свой путь в искусстве.
Михаил Никонов был членом «Группы Девяти», в которую входили художники Николай Андронов, Борис Биргер, Леонид Берлин, Владимир Вейсберг, Наталья Егоршина, Михаил Иванов, Кирилл Мордовин, Павел Никонов и Мария Фаворская). Участники группы продолжали традиции живописи художников Михаила Ларионова, Роберта Фалька и других живописцев объединения «Бубновый валет». Картину Михаила Никонова «Домино» (1960) с выставки объединения приобрёл для личной коллекции Е. А. Евтушенко. После двух выставок (1960 года в Москве и 1961 года в Ленинграде) из-за разногласий с другими участниками Михаил вышел из состава группы.
После выхода из группы художник продолжил поиски новых выразительных средств, напряженно работая с цветом и тоном. Долгое время Михаила Никонова интересовала тема странника и его пути, тема идущего, в чем отразилось его собственное внутренне движение, поиск и беспокойство.
Екатерина Лебедева
С 1970-х годов Михаил Никонов участвует в ряде неофициальных выставок на ВДНХ и в научно-исследовательских институтах. После рекомендации руководства МОСХа принять решение, на чьей он стороне, художник отдалился как от официальных, так и неофициальных выставок.
В работах Михаила Никонова 1980-х и 1990-х преобладает социальная тематика с элементами экспрессионизма. В эти годы были созданы произведения «Все на продажу!», «Миллионеры развлекаются» и «Российский монстр». Прямолинейные образы этих картин художник посвятил российской действительности. Искусствовед и художественный критик Александр Каменский охарактеризовал Михаила Никонова как «Яростного негативиста».
Михаил Никонов умер 7 июля 2010 года.

## Семья
- Отец Никонов, Фёдор Павлович (1894—1975) — советский военный деятель.
- Брат Никонов, Павел Фёдорович (1930) — советский и российский художник и график.
- Сын Никонов, Владимир Михайлович (1958) — музыкант, заслуженный артист РФ
- Племянница Никонова, Виктория Павловна (1968—2008) — российская художница.

## Работы находятся в собраниях
- Государственная Третьяковская галерея, Москва[9]
- Государственный Русский музей, Санкт-Петербург
- Институт русского реалистического искусства, Москва
- Рязанский государственный областной художественный музей имени И. П. Пожалостина, Рязань
- Тульский областной художественный музей, Тула
- Нижнетагильский музей изобразительных искусств, Нижний Тагил
- Екатеринбургский музей изобразительных искусств, Екатеринбург

## Персональные выставки
- 2010 — «Наследие». Выставочный зал МСХ на Тверской-Ямской, 20, Москва[5].
- 2014 — «Яростный негативист». Галерея А3, Москва.
- 2020 — «Никоновы. Три художника». Государственная Третьяковская галерея, Москва[10].